# Šaštín-Stráže
Šaštín-Stráže és una ciutat d'Eslovàquia. Es troba a la regió de Trnava.

## Història
La primera menció escrita de la vila es remunta al 1294.

## Demografia
| Godina             | 1994 | 2004   | 2014   | 2024   |
| ------------------ | ---- | ------ | ------ | ------ |
| Nombre de persones | 4824 | 5039   | 5140   | 4851   |
| Diferència         |      | +4,45% | +2,00% | −5,62% |

| Godina             | 2023 | 2024   |
| ------------------ | ---- | ------ |
| Nombre de persones | 4883 | 4851   |
| Diferència         |      | −0,65% |

## Galeria d'imatges

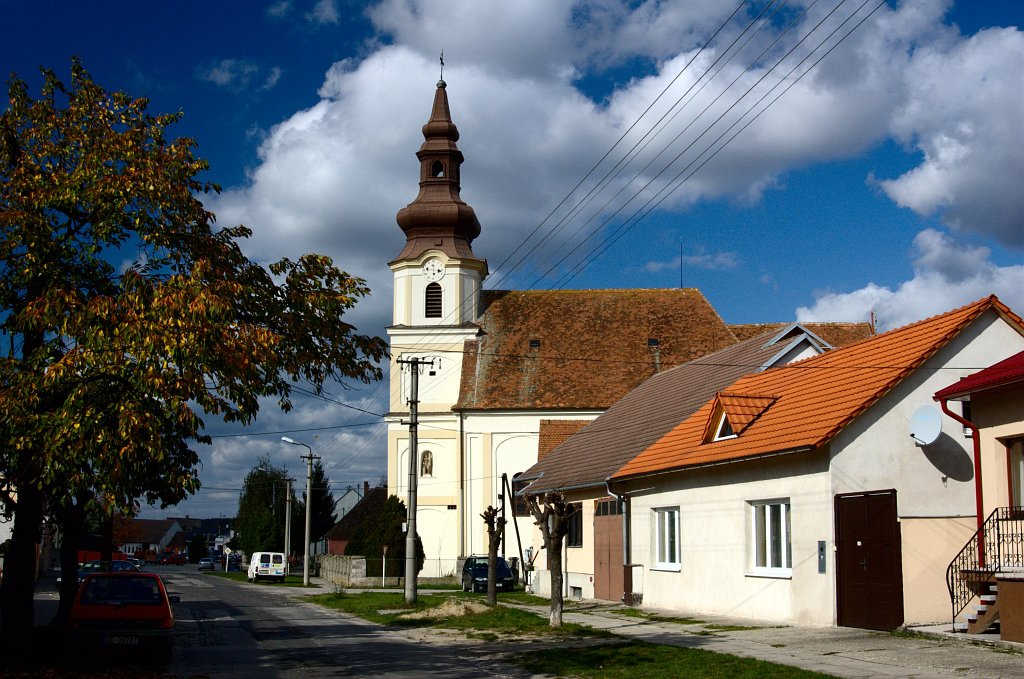
Església gòtica de Šaštín
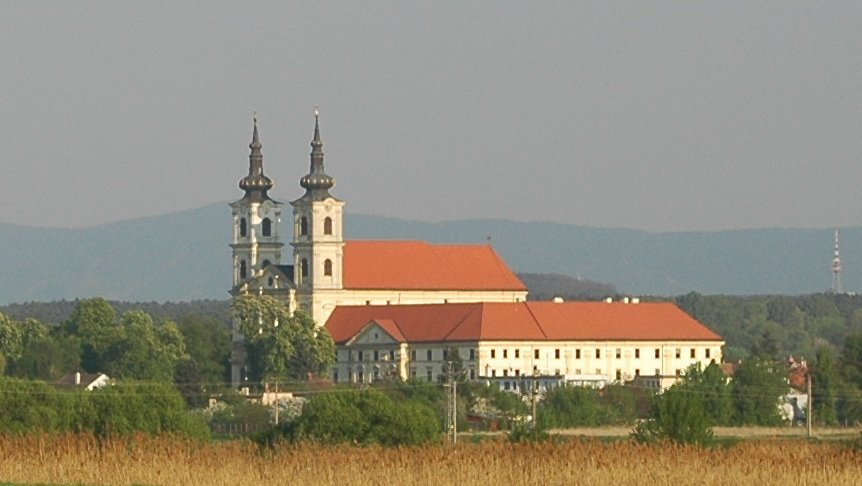
Basílica de Šaštín-Stráže
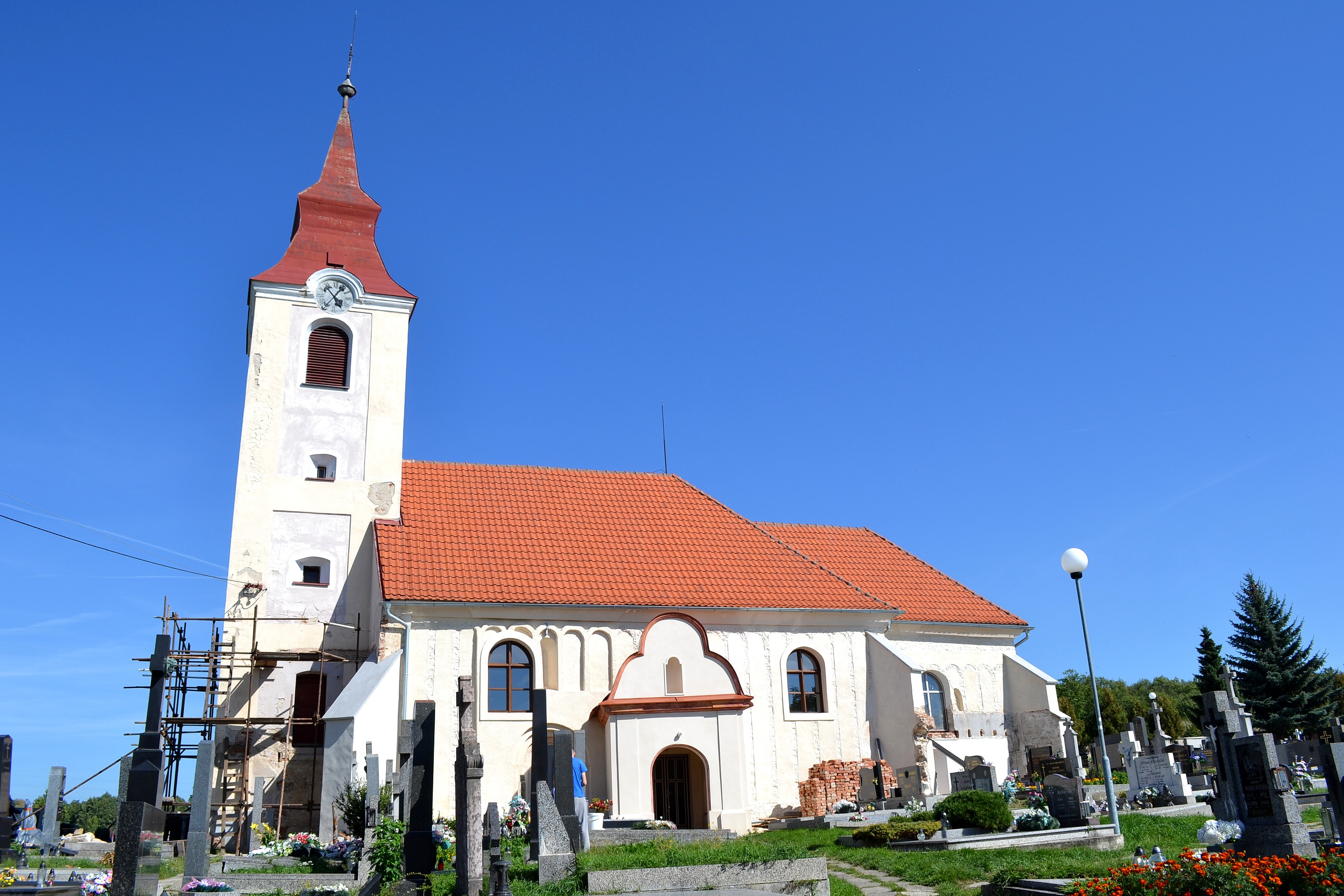
Església de Stráže